# Riaan Hanamub
Nelvin Riaan Hanamub (ur. 8 lutego 1995 w Otavi) – namibijski piłkarz grający na pozycji lewego obrońcy. Od 2022 jest zawodnikiem klubu AmaZulu FC.

## Kariera klubowa
Swoją karierę piłkarską Hanamub rozpoczął w klubie Touch & Go FC. W sezonie 2013/2014 zadebiutował w jego barwach w drugiej lidze namibijskiej i w debiutanckim sezonie wywalczył z nim awans do pierwszej ligi. W 2015 roku przeszedł do Orlando Pirates Windhuk. Występował w nim przez trzy sezony.
Latem 2018 Hanamub został piłkarzem drugoligowego południowoafrykańskiego Jomo Cosmos FC. Grał w nim przez dwa lata. W 2020 roku został piłkarzem pierwszoligowego Chippa United FC. Swój debiut w nim zaliczył 24 października 2020 w zremisowanym 1:1 wyjazdowym meczu z Cape Town City FC. W Chippa United spędził dwa lata.
Latem 2022 Hanamub przeszedł do AmaZulu FC. Zadebiutował w nim 7 sierpnia 2022 w zremisowanym 0:0 wyjazdowym meczu z TS Galaxy FC.
| Sezon   | Klub                    | Kraj              | Rozgrywki      | Mecze | Bramki |
| ------- | ----------------------- | ----------------- | -------------- | ----- | ------ |
| 2013/14 | Touch & Go FC           | Namibia           | First Division | ?     | ?      |
| 2014/15 | Touch & Go FC           | Namibia           | Premier League | ?     | ?      |
| 2015/16 | Orlando Pirates Windhuk | Namibia           | Premier League | ?     | ?      |
| 2016/17 | Orlando Pirates Windhuk | Namibia           | Premier League | ?     | ?      |
| 2017/18 | Orlando Pirates Windhuk | Namibia           | Premier League | ?     | ?      |
| 2018/19 | Jomo Cosmos FC          | Południowa Afryka | NFD            | 22    | 1      |
| 2019/20 | Jomo Cosmos FC          | Południowa Afryka | NFD            | 10    | 0      |
| 2020/21 | Chippa United FC        | Południowa Afryka | PSL            | 29    | 0      |
| 2021/22 | Chippa United FC        | Południowa Afryka | PSL            | 30    | 1      |
| 2022/23 | AmaZulu FC              | Południowa Afryka | PSL            | 27    | 0      |

## Kariera reprezentacyjna
W reprezentacji Namibii Hanamub zadebiutował 8 czerwca 2016 w zremisowanym 0:0 towarzyskim meczu z Ghaną, rozegranym w Windhuku. W 2019 roku został powołany do kadry na Puchar Narodów Afryki 2019. Wystąpił w nim w trzech meczach grupowych: z Marokiem (0:1), z Południową Afryką (0:1) i z Wybrzeżem Kości Słoniowej (1:4).
W 2024 roku Hanamuba powołano do kadry na Puchar Narodów Afryki 2023. Rozegrał w nim cztery mecze: grupowe z Tunezją (1:0), z Południową Afryką (0:4) i z Mali (0:0) oraz w 1/8 finału z Angolą (0:3).